# Sbarra

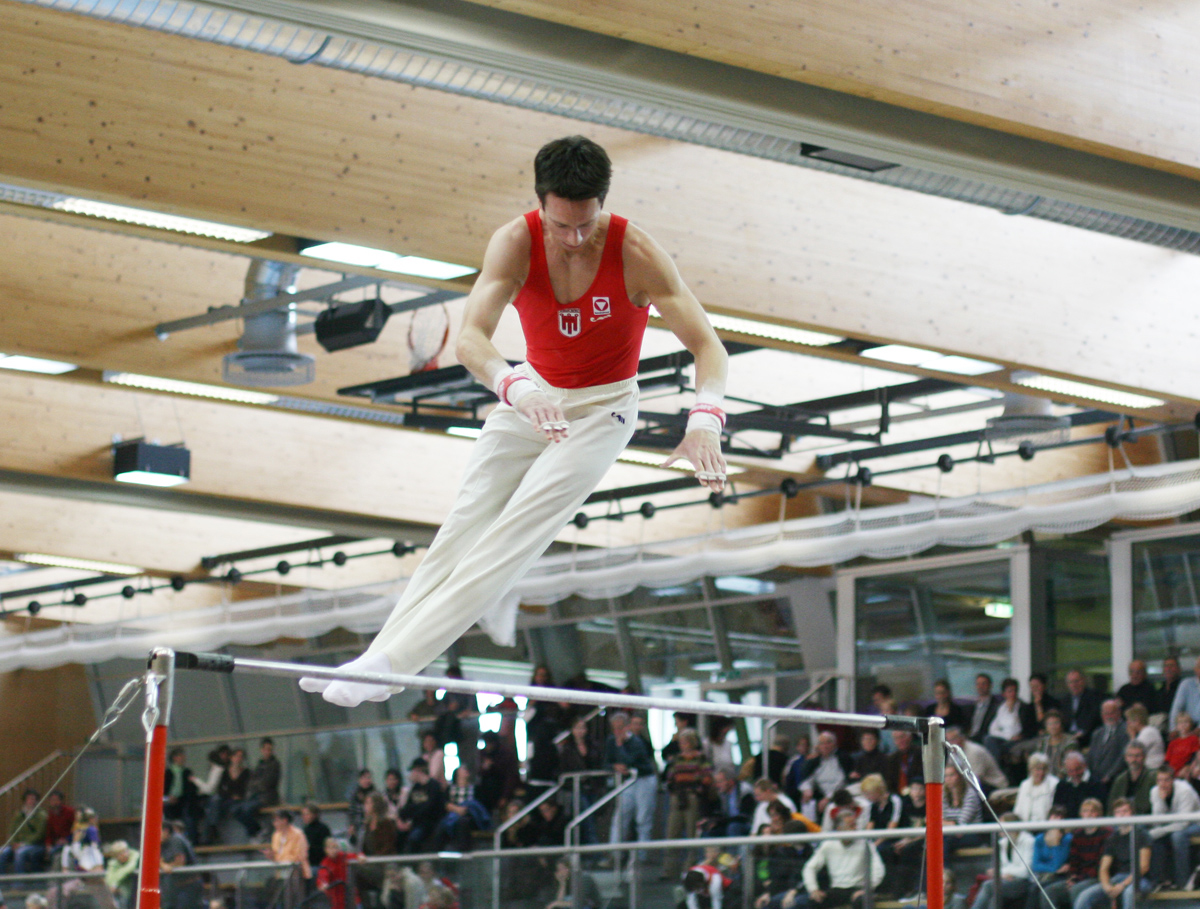
Un ginnasta durante un esercizio alla sbarra

La sbarra è un attrezzo della ginnastica artistica maschile.

## Descrizione
L'esercizio è eseguito dal ginnasta senza mai scendere dall'attrezzo. L'elemento principale che il ginnasta utilizza per eseguire i vari elementi è chiamato granvolta, un movimento circolare attorno alla sbarra che può essere eseguito di petto o di dorso. Durante la granvolta il ginnasta accumula energia cinetica e, sfruttando anche l'elasticità della sbarra, attua dei salti al di sopra o alla stessa altezza dell'attrezzo. Questi salti sono spettacolari ma difficili e pericolosi da eseguire, infatti molti ginnasti compensano con gli altri elementi tecnici, come infilate, avvitamenti e granvolte su un braccio solo.
Caratteristica fondamentale del ginnasta alla sbarra è sicuramente l'elevata flessibilità e forza del cingolo scapolo-omerale, infatti in alcuni istanti il corpo del ginnasta esercita una forza equivalente a dieci volte il suo peso.

## Dati tecnici
- Altezza dal suolo: 275 cm (compresi circa 20 cm di materassi per l'atterraggio)
- Larghezza: 240 cm
- Diametro della sbarra: 28 mm